# تجربه روبی
تجربهٔ روبی (انگلیسی: The Ruby Experience) نخستین تور کنسرت خواننده و رپر اهل کره جنوبی، جنی است که به منظور حمایت از نخستین آلبوم استودیویی خود با عنوان روبی برگزار شد. این تور در ۶ مارس ۲۰۲۵ در لس آنجلس، ایالات متحده آغاز شد و در ۲۱ مارس ۲۰۲۵ در زنیت پاریس، فرانسه به پایان رسید.

## پیش‌زمینه
جنی در نوامبر ۲۰۲۳ برای پیگیری فعالیت‌های انفرادی خود از وای‌جی انترتینمنت جدا شد و شرکت ضبط شخصی خود را با نام آد آتلیه تأسیس کرد. او در سپتامبر ۲۰۲۴ با همکاری آد آتلیه قراردادی با کلمبیا رکوردز امضا کرد. در ۲۱ ژانویه ۲۰۲۵، جنی به‌طور رسمی اعلام کرد که نخستین آلبوم استودیویی‌اش با عنوان روبی در ۷ مارس از طریق آد آتلیه و کلمبیا رکوردز منتشر خواهد شد. سه روز بعد، او خبر از برگزاری مجموعه‌ای از کنسرت‌ها در سه شهر برای تبلیغ این آلبوم داد. جنی در توضیح این اجراها آن‌ها را «شدید و صمیمی، درست همان‌طور که دوست دارم» توصیف کرد.
این تور کوتاه با عنوان تجربهٔ روبی برگزار شد و توسط شرکت ای‌ئی‌جی پرزنتس ترویج یافت و اسپاتیفای نیز از آن حمایت مالی کرد. در ابتدا این تور به عنوان مجموعه‌ای شامل سه اجرا اعلام شد که از ۶ مارس در لس آنجلس آغاز می‌شد، سپس در ۱۰ مارس به نیویورک می‌رفت و در ۱۵ مارس در سئول به پایان می‌رسید. بخشی از درآمد حاصل از این اجراها به تلاش‌های بازسازی پس از آتش‌سوزی و حمایت از آتش‌نشانان محلی در لس آنجلس، که در ژانویه دچار آتش‌سوزی‌های گسترده‌ای شده بود، اختصاص یافت.
در ادامه، دو اجرای دیگر نیز به این تور کوتاه افزوده شد: یکی در ۷ مارس در لس آنجلس و دیگری در ۲۱ مارس در پاریس.